# حبق جيمسي
حبق جيمسي (الاسم العلمي:Ocimum jamesii) هو نوع من النباتات يتبع جنس الحبق من الفصيلة الشفوية.